# Bartosz Sroga
Bartosz Sroga (ur. 25 maja 1976 w Gdańsku) – polski wioślarz - sternik, medalista mistrzostw świata, olimpijczyk z Barcelony 1992. Zawodnik AZS-AWFiS Gdańsk.

## Kariera sportowa
Srebrny medalista mistrzostw świata w 1991 roku w dwójce ze sternikiem (partnerami byli: Tomasz Mruczkowski, Piotr Basta).
Uczestnik mistrzostw świata w 1993 roku w których był członkiem osady ósemek (partnerami byli:Piotr Basta, Wojciech Jankowski, Andrzej Krzepiński, Maciej Łasicki, Tomasz Mruczkowski, Marian Siejkowski, Jacek Streich, Tomasz Tomiak). Polska osada zajęła 7. miejsce.
Na igrzyskach w Barcelonie wystartował w dwójce ze sternikiem (partnerami byli: Tomasz Mruczkowski, Piotr Basta). Polska osada zajęła 7. miejsce.